# Минаичева, Галина Яковлевна
Гали́на Я́ковлевна Мина́ичева (Шараби́дзе; 29 декабря 1929, Москва — 28 января 2025) — советская гимнастка, олимпийская чемпионка 1952 года, чемпионка мира 1954, заслуженный мастер спорта СССР, тренер-преподаватель.

## Спортивные достижения
- Олимпийская чемпионка 1952 (командное первенство)
- Серебряный призёр Олимпийских игр 1952 (командные упражнения с предметом)
- Бронзовый призёр Олимпийских игр 1952 (опорный прыжок)
- Чемпионка мира 1954 (командное первенство)
- Серебряный призёр чемпионата мира 1954 (групповые вольные упражнения)
- Чемпионка СССР 1952 (упражнения на бревне)

## Биография
Окончила Грузинский государственный институт физической культуры (1957).

## Награды
- Заслуженный мастер спорта СССР (1952)